# Krzyż Muiredacha

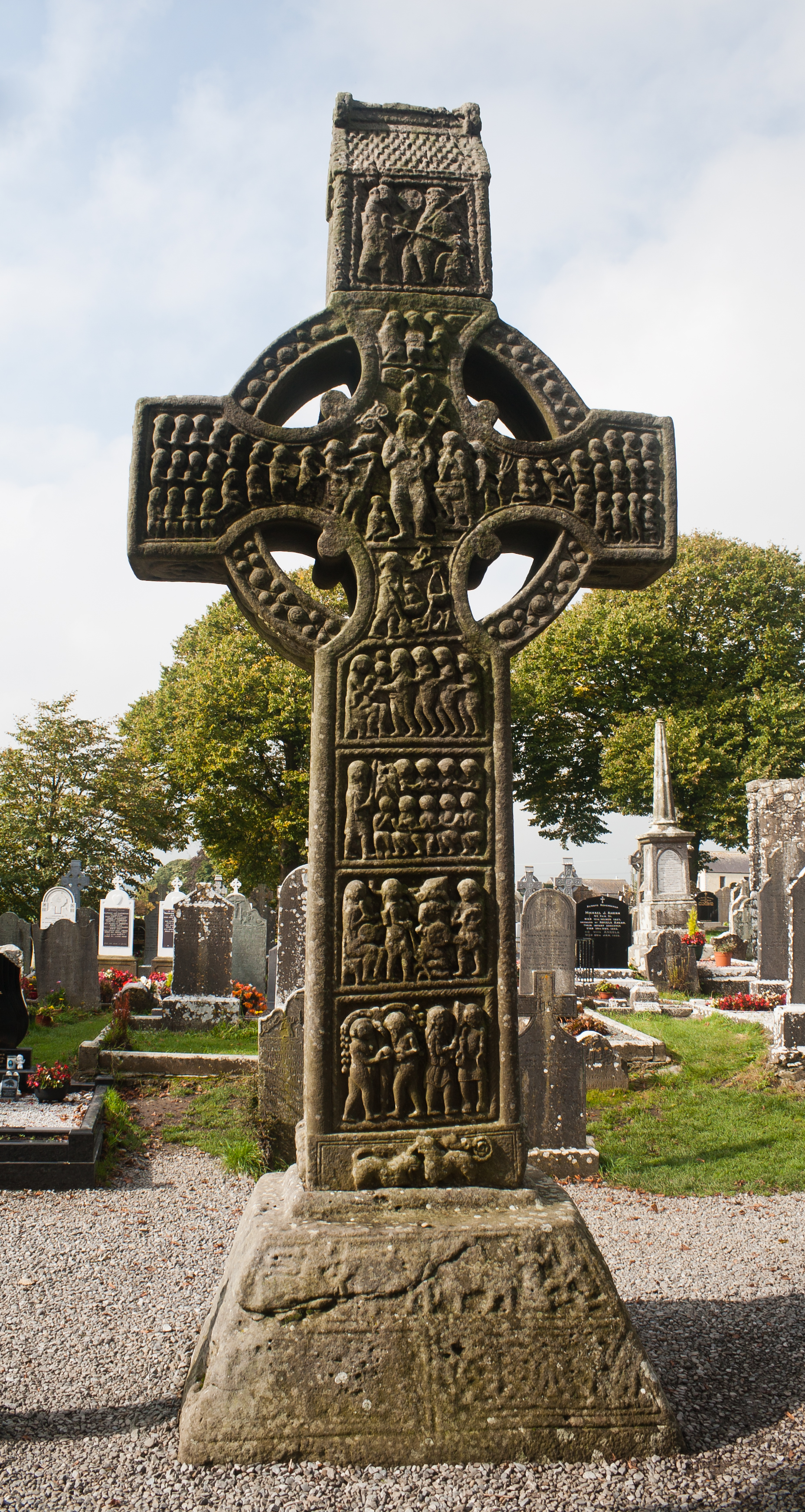
Krzyż Muiredacha

Krzyż Muiredacha – kamienny krzyż powstały na początku X wieku w Irlandii. Ozdobiony jest ornamentyką celtycką oraz scenami biblijnymi. Znajduje się w ruinach klasztoru w Monasterboice.
Krzyż Muiredacha jest jednym z dwóch wysokich krzyży, które przetrwały w klasztorze w Monasterboice. Wykonany został z piaskowca przypuszczalnie w latach 900–920. Mierzy 5,8 m wysokości i składa się z trzech części: cokołu o ściętych bokach, trzonu oraz nasadki w kształcie domu z pochyłym dachem. Na jego ramionach znajduje się charakterystyczny, dekoracyjny okrąg. Cały krzyż pokryty jest głównie scenami biblijnymi, choć pojawiają się na nim również figury geometryczne i elementy zdobnicze. Na samym okręgu wspierającym ramiona znajduje się siedemnaście różnych wzorów, głównie celtyckich.
Według irlandzkiego archeologa Roberta Alexandra Stewarta Macalistera na krzyżu znajdują się wizerunki 124 postaci, z czego 119 jest ubranych. Żadna z nich, z wyjątkiem jednej – postaci Goliata w stożkowym hełmie – nie posiada nakrycia głowy. Na wschodniej stronie krzyża w jego centralnej części znajduje się scena Sądu Ostatecznego, a na zachodniej scena Ukrzyżowania. Widnieje tam również inskrypcja ÓR DO MUIREDACH LAS NDERNAD IN CHROS, co oznacza „modlitwa za Muiredacha, który ten krzyż zrobił”. Prawdopodobnie chodzi o Muiredacha mac Domhnalla – zmarłego w 923 roku opata klasztoru. Według innej wersji może to być inny opat o tym imieniu zmarły w 844 roku lub król Muiredach mac Cathail (zm. 867).
W kwietniu 2009 roku gazeta The Irish Times doniosła, że irlandzki rząd przedstawił UNESCO listę potencjalnych miejsc, które mogłyby zostać uznane za światowe dziedzictwo. Wśród nich znalazły się również ruiny klasztoru w Monasterboice.